# Альтенгаген
Альтенгаген (нім. Altenhagen) — громада в Німеччині, розташована в землі Мекленбург-Передня Померанія. Входить до складу району Мекленбургіше-Зеенплатте. Складова частина об'єднання громад Трептовер-Толлензеевінкель.
Площа — 11,05 км2. Населення становить 312 ос. (станом на 31 грудня 2020).